# Jean Lagache
Jean Lagache est un acteur et directeur artistique français né le 28 juillet 1931 à Lille et mort le 25 janvier 2018 à Boulogne Billancourt.

## Biographie
Monté à Paris en 1948, il fut l'élève de Marie Ventura. Après de nombreuses pièces au théâtre et dramatiques à la radio, à partir des années 1970, il s'est consacré essentiellement au doublage de très nombreux films et téléfilms (parmi lesquels plusieurs Palmes d'Or de Cannes) comme acteur, dialoguiste et directeur artistique (SPS, CIC, Murphilm, Telfrance, Dovidis, Chr. Gouze Renal). Il a été la voix française du fameux Dr Marsh Tracy dans la série Daktari et il a doublé, entre autres, Clint Eastwood, Christopher Plummer, Max von Sydow.

## Théâtre
- 1951 : Le Sabre de mon père de Roger Vitrac, mise en scène Pierre Dux, Théâtre de Paris
- 1951 : Guillaume de Normandie de Paul Blanchart, mise en scène Jo Tréhard, Festival de Caen
- 1953 : Le Chevalier de neige de Boris Vian, mise en scène Jo Tréhard, Festival de Caen et La Ville au fond la mer de Thierry Maulnier, mise en scène Jo Tréhard, Festival de Caen
- 1953 : Sud de Julien Green, mise en scène Jean Mercure, Théâtre de l'Athénée
- 1954 : Sud de Julien Green, mise en scène Jean Mercure, Tournée Karsenty
- 1955 : Sud de Julien Green, mise en scène Jean Mercure, Théâtre des Célestins
- 1955 : Les Chemins de traverse de H.C. Richard, mise en scène Philippe Grenier, Théâtre de Babylone
- 1955 : TTX de Cécil Saint-Laurent et Pierre de Meuse, mise en scène Alice Cocéa, Théâtre des Arts
- 1955 : Anastasia de Marcelle Maurette, mise en scène Jean Le Poulain, Théâtre Antoine
- 1956 : Mesure pour mesure de Shakespeare, mise en scène Jean-Louis Richard, Théâtre des Bouffes-Parisiens
- 1956 : Pauvre Bitos ou le Dîner de têtes de Jean Anouilh, mise en scène de l'auteur et de Roland Piétri, Théâtre Montparnasse
- 1957 : Pauvre Bitos ou le Dîner de têtes de Jean Anouilh, Tournée Karsenty.
- 1958 : La Maison des cœurs brisés de George Bernard Shaw, mise en scène Ariane Borg & Michel Bouquet, Théâtre de l'Œuvre
- 1959 : Ardèle ou la marguerite de Jean Anouilh, mise en scène de l'auteur et Roland Piétri, et Un caprice d'Alfred de Musset, mise en scène Claude Sainval, Comédie des Champs-Élysées
- 1959 : La Dame aux camélias d'Alexandre Dumas fils, Théâtre de Paris
- 1959 : Lucy Crown de Irwin Shaw, mise en scène Pierre Dux, Tournée Herbert
- 1961 : Le Voyage de Georges Schehadé, mise en scène Jean-Louis Barrault, Odéon-Théâtre de France
- 1961 : Jules César de Shakespeare, mise en scène Jean-Louis Barrault, Odéon-Théâtre de France
- 1961 : Tartuffe de Molière, mise en scène Jean Anouilh, Comédie des Champs-Élysées
- 1961 : Le Viol de Lucrèce de André Obey, mise en scène Jean-Louis Barrault, Odéon-Théâtre de France
- 1961 : Mais n'te promène donc pas toute nue de Georges Feydeau, mise en scène Jean-Louis Barrault, Odéon-Théâtre de France
- 1961 : Le Voyage de Georges Schehadé, mise en scène Jean-Louis Barrault, Odéon-Théâtre de France
- 1961 : Les Précieuses Ridicules de Molière, mise en scène Jean-Louis Barrault, Tournée d'Amérique du Sud.
- 1961 : Le Chien du jardinier de Georges Neveux d'après Felix Lope de Vega, mise en scène Jean-Louis Barrault, Tournée d'Amérique du Sud
- 1961 : Les Fausses Confidences de Marivaux, mise en scène Jean-Louis Barrault, Tournée d'Amérique du Sud
- 1962 : Le Mariage de Figaro de Beaumarchais, mise en scène Jo Tréhard, Comédie de Caen
- 1962 : La Seconde Surprise de l'amour de Marivaux, mise en scène Claire Duhamel, Théâtre de l'Alliance française
- 1963 : Le Fil rouge de Henry Denker, adaptation Pol Quentin, mise en scène Raymond Rouleau, Théâtre du Gymnase
- 1964 : Le Bal du Lieutement Helt de Gabriel Arout, mise en scène Jean-Pierre Grenier, Tournée Herbert
- 1964 : La Guerre civile de Henry de Montherlant, mise en scène Pierre Dux, Théâtre de l'Œuvre
- 1966 : Le Rendez-vous de Senlis de Jean Anouilh, mise en scène André Barsacq, et Château en Suède de Françoise Sagan, mise en scène André Barsacq, Tournée en Égypte
- 1967 : Les Trois Sœurs d'Anton Tchekhov, mise en scène André Barsacq, Théâtre Hébertot
- 1967 : On ne badine pas avec l'amour de Alfred de Musset, mise en scène Gilbert Guiraud, Théâtre de Chambéry
- 1968 : Le Boulanger, la Boulangère et le Petit Mitron de Jean Anouilh, mise en scène de l'auteur et de Roland Piétri, Comédie des Champs-Élysées
- 1969 : Chronique de la vie et de la mort d'Hitler de Christian Liger, mise en scène de Jo Tréhard, Comédie de Caen

## Filmographie

### Télévision
- 1953 : Candida de G.B. Shaw. Réal. Max de Rieux.
- 1954 : Le Voleur de Henry Bernstein. Réal. J. Kerchbron
- 1954 : Un homme en or de Roger-Ferdinand. Réal. j. Kerchbron.
- 1954 : Le Chant du berceau de G. et M. Martinez Sierra. Réal. V. Ivernel.
- 1954 : Le Cercle de Aldous Huxley. Réal. Claude Loursais.
- 1958 : Le Duel de Henri Lavedan. Télé-Luxembourg.
- 1960 : Ardèle ou la marguerite de J. Anouilh. Réal. R. Bernard.
- 1961 : Le Temps des copains Réal R. Guez
- 1967 : Jean de la Tour Miracle. Réal R. Bernard.
- 1967 : Le Roi Cerf de Carlo Gozzi. Réal A. Barsacq.
- 1993 : Antoine Rives. Réal. P. Lancelot.

### Cinéma
- 1952 : Agence matrimoniale de Jean-Paul Le Chanois
- 1956 : Lorsque l'enfant paraît de Michel Boisrond
- 1956 : Mannequins de Paris de André Hunebelle
- 1959 : Christine de Pierre Gaspard-Huit
- 1974 : Vincent, François, Paul et les autres de Claude Sautet

## Doublage

### Cinéma

#### Films
- Clint Eastwood dans :
  - La Kermesse de l'Ouest (1969) : Pardner
  - Un frisson dans la nuit (1971) : Dave Garver
  - Joe Kidd (1972) : Joe Kidd
  - L'Homme des Hautes Plaines (1973) : L'Étranger
  - Le Canardeur (1974) : John Doherty dit « Le Canardeur »
  - La Sanction (1975) : Dr Jonathan Hemlock
  - L'Évadé d'Alcatraz (1979) : Frank Morris
- Max von Sydow dans :
  - Dune (1984) : Dr Kynes
  - Hannah et ses sœurs (1986) : Frederick
  - Un baiser avant de mourir (1991) : Thor Carlson
  - Rush Hour 3 (2007) : Reynard
  - Solomon Kane (2009) : Josiah Kane
- Terence Stamp dans :
  - El Gringo (1968) : Blue
  - Futur immédiat, Los Angeles 1991 (1988) : William Harcourt
- Christopher Plummer dans :
  - L'Homme qui voulut être roi (1975) : Rudyard Kipling
  - Dracula 2001 (2000) : Abraham / Matthew Van Helsing
- Helmut Bakaitis dans : 
  - Matrix Reloaded (2003) : L'Architecte
  - Matrix Revolutions (2003) : L'Architecte
- 1935[2] : Bons pour le service : Colonel Gregor McGregor (Vernon Steele)
- 1954[3] : Le Raid : Capitaine Lionel Foster (Richard Boone)
- 1957 : Le Fort de la dernière chance : Kipper (James Griffith)
- 1959 : Ben-Hur : Drusus (Terence Longdon)
- 1960 : Un numéro du tonnerre : un invité à la réception de Hastings (Wilson Wood)
- 1960 : Commando de destruction : le caporal Niergaard (James Best)
- 1961 : Le Zinzin d'Hollywood : le réalisateur en cours de tournage[Qui ?]
- 1961 : La Fièvre dans le sang : Théodore « Teddy » Tuttle (Gary Lockwood)
- 1961 : Les Horaces et les Curiaces : Curiace (Franco Fabrizzi)
- 1962 : Le Mercenaire : voix secondaires
- 1962 : L'Homme qui aimait la guerre : Farr (Tom Busby)
- 1962 : Les Maraudeurs attaquent : un officier (Chuck Roberson)
- 1962 : Allô, brigade spéciale : Chuck (William Bryant (en))
- 1963 : La Grande Évasion : Colonel Ramsey (James Donald)
- 1963 : Tom Jones : Lieutenant Northerton (Julian Glover)
- 1964 : Mission 633 : Lieutenant Erik Bergman (George Chakiris)
- 1964 : Le Triomphe d'Hercule : Erione (Jacques Stany)
- 1965 : Opération Tonnerre : un employé du « Centre Fraternel »[Qui ?]
- 1965 : Le Cimetière des morts-vivants : Albert Kovac (Walter Brandi)
- 1965 : La Plus Grande Histoire jamais contée : Lazare (Michael Tolan)
- 1965 : Ces merveilleux fous volants dans leurs drôles de machines : un préposé officiel[Qui ?]
- 1966 : Texas Adios : Pedro (Hugo Blanco)
- 1966 : Propriété interdite : Max (Michael Steen)
- 1966 : Trois Cavaliers pour Fort Yuma : l'homme de main de Riggs au blouson[Qui ?]
- 1967 : La Comtesse de Hong-Kong : un marin (Michael Spice)
- 1967 : Trois milliards d'un coup : Don (Michael McStay)
- 1967 : F comme Flint : Lieutenant Avery (Thomas Hasson)
- 1967 : Trois milliards d'un coup : Don (Michael McStay)
- 1967[4] : Sept Winchester pour un massacre : un soldat nordiste (Mario Donen)
- 1968 : 2001, l'Odyssée de l'espace : George[Qui ?]
- 1968 : Le Raid suicide du sous-marin X1 : L'Officier Flag (George Roubicek)
- 1968 : Attaque sur le mur de l'Atlantique : Capitaine de corvette Donald Kimberly (Mark Eden)
- 1968 : Les Hommes de Las Vegas : Brian (Rubén Rojo)
- 1968 : Ciel de plomb : le joueur de Poker au Saloon (Riccardo Pizzuti)
- 1969 : Le Pont de Remagen : Le Capitaine Otto Baumann (Joachim Hansen) et le Lieutenant Eckert (Jan Schánilec)
- 1969 : Cent dollars pour un shérif : l'huissier de justice (Dennis McMullen)
- 1969 : La Descente infernale : Alec Mayo (Dabney Coleman)
- 1969 : Opération V2 : Neale (Bryan Marshall)
- 1969 : La Bataille d'El Alamein : la sentinelle italienne conduisant le Capitaine Hubert[Qui ?]
- 1970 : Tora ! Tora ! Tora ! : Colonel Fielder (Bill Edwards)
- 1970 : La Cité de la violence : Steve (Umberto Orsini)
- 1970 : Le Reptile : Whiskey (Victor French)
- 1970 : Le Clan des McMasters : Benjie (Brock Peters)
- 1970 : El Condor : le colonel Anguinaldo (Gustavo Rojo)
- 1970 : Waterloo : le général Antoine Drouot (Gianni Garko)
- 1970 : L'Ange et le Démon : les deux comiques se produisant sur scène (Jimmy Tarbuck et Norman Vaughan)
- 1971 : Les Diamants sont éternels : Peter Franks (Joe Robinson)
- 1971 : Deux Hommes dans l'Ouest : Joe Billings (James Olson)
- 1971 : Charlie et la Chocolaterie : Stanley Kael (Stephen Dunne) (1er doublage)
- 1971 : Le Dernier Train pour Frisco : l'étranger dans le bain[Qui ?]
- 1971 : Le Cinquième Commando : le médecin-major Hugh Tarkington (Clinton Greyn)
- 1971 : On m'appelle King : John Marley dit « King » (Richard Harrison)
- 1971 : Police Magnum : le garde du corps d'Hamilton (Simon Wilson)
- 1972 : La Chevauchée des sept mercenaires : Capitaine Andy Hayes (James Sikking)
- 1972 : Société anonyme anti-crime : un policier[Qui ?]
- 1972 : Voyages avec ma tante : Henry Pulling (Alec McCowen)
- 1972 : L'Esprit de la mort : Sir Edward Barreytt (Alex Scott)
- 1973 : American Graffiti : l'homme de la station (John Bracci)
- 1973 : Serpico : Lieutenant Steiger (James Tolkan)
- 1973 : La Poursuite implacable : Vito Cipriani (Oliver Reed)
- 1973 : Un petit Indien (One Little Indian) de Bernard McEveety : Chaplain (Andrew Prine)
- 1973 : Pat Garrett et Billy le Kid : Eno (Luke Askew)
- 1974 : Tremblement de terre : Frank Âmes (Bob Cunningham)
- 1974 : Truck Turner & Cie : Harvard Blue (Yaphet Kotto)
- 1974 : Les Durs : le fonctionnaire présent à la morgue[Qui ?]
- 1975 : La Kermesse des aigles : Mr Werfel (Roderick Cook (en))
- 1975 : Mahogany : Sean McAvoy (Anthony Perkins)
- 1975 : La Route de la violence : Bob, le shérif adjoint (Ron Mix)
- 1976 : Assaut : voix radio du Capitaine Collins (Brant Keast)
- 1978 : Morts suspectes : un anesthésiste[Qui ?]
- 1978 : Les Dents de la mer 2 : Tom Andrews (Barry Coe (en))
- 1978 : La Cible étoilée : Colonel Mike McCauley (Patrick McGoohan)
- 1978 : Le ciel peut attendre : M. Jordan (James Mason)
- 1978 : Oliver's Story : Dr Dienhart (Josef Sommer)
- 1978 : Mon nom est Bulldozer : le capitaine de l'équipe américaine de Football[Qui ?]
- 1980 : La Formule : le 2d géologiste (Craig T. Nelson)
- 1981 : Sans retour : Spencer (Keith Carradine)
- 1981 : Reds : Pete van Whery (Gene Hackman)
- 1984 : À la poursuite du diamant vert : Charles (Zack Norman)
- 1984 : Haut les flingues ! : Leon Coll (Tony Lo Bianco)
- 1985 : Le Diamant du Nil : Omar Khalifa (Spýros Fokás)
- 1985 : Remo sans arme et dangereux : Jim Wilson (Michael Pataki)
- 1986 : Aladdin : Monty Siracusa (Tony Adams)
- 1987 : Bagdad Café : Rudi Cox (Jack Palance)
- 1988 : Veuve mais pas trop : Franklin (Trey Wilson)
- 1990 : Mr. and Mrs. Bridge : Walter Bridge (Paul Newman)
- 1991 : Les Nerfs à vif : Lee Heller (Gregory Peck)
- 1992 : Et au milieu coule une rivière : Le Révérend MacLean (Tom Skerritt)
- 1992 : Obsession fatale : Capitaine Russell Hayes (Andy Romano)
- 1993 : La Maison aux esprits : Esteban Trueba (Jeremy Irons)
- 1993 : Sacré Robin des Bois : le roi Richard Cœur de Lion (Patrick Stewart)
- 1995 : Copycat : lieutenant Thomas Quinn (J.E. Freeman)
- 1995 : Powder : le shérif Doug Barnum (Lance Henriksen)
- 1996 : La Chasse aux sorcières : Juge Thomas Danforth (Paul Scofield)
- 1996 : L'Ombre blanche : Mr Smith (Brian Cox)
- 1997 : Ennemis rapprochés : Chef Jim Kelly (Mitch Ryan)
- 2001 : Y a-t-il un flic pour sauver l'humanité ? : Richard Dix (Leslie Nielsen)
- 2005 : L'Interprète : Jay Pettigrew (Sydney Pollack)
- 2007 : Détention secrète : Le Sénateur Hawkins (Alan Arkin)

### Télévision

#### Séries télévisées
- 1960 : Destination Danger : James Carpentier (William Sylvester) (épisode Le Prisonnier)
- 1967 :Chapeau melon et bottes de cuir : Professeur Stone (Christopher Lee) (épisode Interférences)
- 1966 - 1969 : Daktari : Dr Marsh Tracy (Marshall Thompson)

#### Téléfilms
- 1978 : Du feu dans le ciel : le présentateur TV (Bill Heywood)
- 1999 : Les Déchirements du passé : John Witting (Jack Palance)
- 2000 : Nuremberg : Sir David Maxwell-Fyfe (Christopher Plummer)

### Disques
- Alix l'intrépide, disque 33T, 1960 (série Alix) : voix de Rufus[5],[6]

### Direction artistique
- 1970 : Love Story
- 1973 : Nos plus belles années
- 1978 : Oliver's Story
- 1979 : Arrête de ramer, t'es sur le sable
- 1979 : Star Trek, le film
- 1980 : Les Petites Chéries
- 1980 : Urban Cowboy
- 1981 : Moi, Christiane F., 13 ans, droguée, prostituée…
- 1983 : Retour vers l'enfer
- 1983 : Staying Alive
- 1984 : Star Trek 3 : À la recherche de Spock